# Bodza
Bodza (Hongaars:Bogya) is een Slowaakse gemeente in de regio Nitra, en maakt deel uit van het district Komárno.
Bodza telt 355 inwoners.